# کورتنی هانت
کورتنی هانت (انگلیسی: Courtney Hunt؛ زادهٔ ۱۹۶۴) یک فیلم‌نامه‌نویس، و کارگردان اهل ایالات متحده آمریکا است. 